# Nicolaus Cloos
Nicolaus Cloos (eller Cloes), född 1746 i England, död 3 oktober 1781 i Stockholm, var en fransk-svensk fagottist vid Kungliga hovkapellet.

## Biografi
Nicolaus Cloos föddes 1746 i England. (1760–1795). Han anställdes på 1770-talet som fagottist vid Kungliga hovkapellet i Stockholm. Cloos avled av slag 3 oktober 1781 i Sankt Nikolai församling, Stockholm.
Cloos var gift med Brita Christina Bask (född 1759). De fick tillsammans sonen Nils (född 1782).